# Počítačová síť

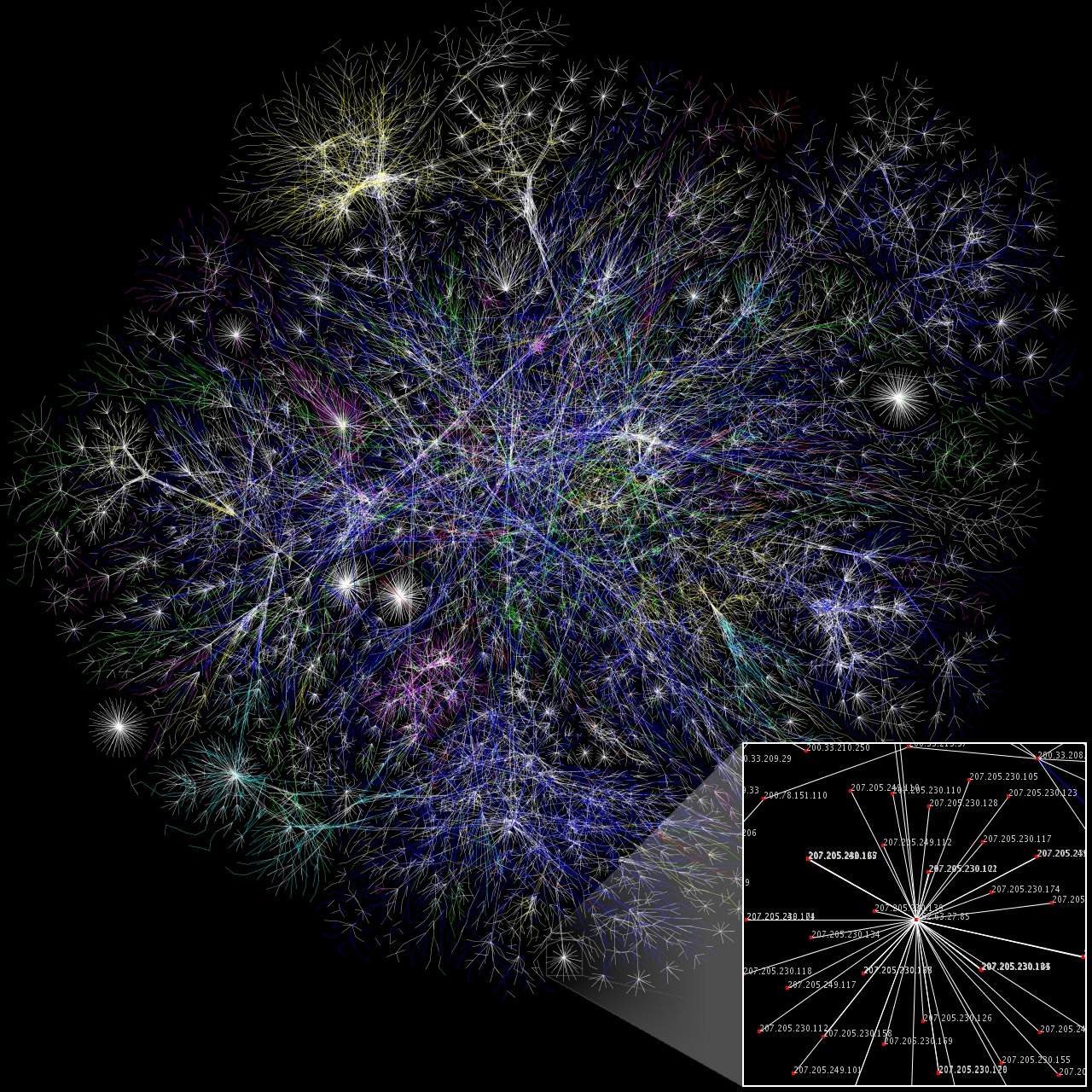
Mapa internetu. Internet je celosvětový systém navzájem propojených počítačových sítí, ve kterých mezi sebou počítače komunikují pomocí rodiny protokolů TCP/IP.

Počítačová síť (anglicky computer network) je v informatice označení pro technické prostředky, které realizují spojení a výměnu informací mezi počítači. Umožňují tak uživatelům komunikaci podle určitých pravidel, za účelem sdílení využívání společných zdrojů nebo výměny zpráv.

## Historie
První pokusy s komunikací mezi počítači začaly na konci 50. let 20. století (radarová síť SAGE), kdy je využívala armáda. Oblíbené se staly až v 80. První základy služby World Wide Web byly položeny již roku 1980, kdy Tim Berners-Lee vytvořil databázi lidí a softwaru. 

## Síťová architektura
Síťová architektura představuje strukturu řízení komunikace v systémech, tzn. souhrn řídicích činností, umožňujících výměnu dat mezi komunikujícími systémy. Komunikace a její řízení je složitý problém, proto se používá rozdělení tohoto problému do několika skupin, tzv. vrstev. Členění do vrstev odpovídá hierarchii činností, které se při řízení komunikace vykonávají.
Každá vrstva sítě je definována službou, která je poskytována vyšší sousední vrstvě, a funkcemi, které vykonává v rámci protokolu. Řízení komunikace slouží ke spolupráci komunikujících prvků; tato spolupráce musí být koordinována pomocí řídicích údajů. Koordinaci zajišťují protokoly, které definují formální stránku komunikace. Protokoly jsou tvořeny souhrnem pravidel, formátů a procedur, které určují výměnu údajů mezi dvěma či více komunikujícími prvky.
Tato síťová architektura, tzv. architektura otevřených systémů (zvaná též OSA, původem v anglickém Open Systems Architecture), byla normalizována organizací ISO, která vytvořila referenční model OSI. Praktickou realizací vrstvové síťové architektury je sada protokolů TCP/IP, i když neodpovídá přesně referenčnímu modelu OSI.

## Klasifikace sítí
Sítě můžeme klasifikovat podle různých hledisek. Dělíme je podle přepojování, podle druhu přenášených signálů, podle uživatele, podle přenosu dat a nejužívanějším je dělení sítí z hlediska rozlehlosti a účelu.

### Dělení sítí podle přepojování

#### Komutační síť
Komutační síť je síť s přepojováním okruhů. Jedná se o starší technologii, která se využívá již od počátků telegrafie a telefonie a v pozdějších letech i v architektuře ISDN (původem v anglickém Integrated Services Digital Network). Dalším příkladem jsou telefonní sítě.

#### Paketová síť
Paketová síť je síť s přepojováním paketů. Základem je, že cesta, kterou paket „putuje“, není od zdrojového po cílový uzel známá. Každý paket se tak přenáší jinou trasou, která je ovlivněná topologií sítě, její propustností a výpadky uzlů. Samotný cílový uzel není nijak ověřován, zda existuje, a tedy musí být paket naplněn informacemi, které jsou potřebné pro jeho odeslání k síti. Když paket dorazí do uzlu, je přečtena jeho cílová adresa a popř. další služby, které obsahuje. Poté se zařadí do fronty a čeká na odeslání k požadovanému adresátovi. Příkladem je Ethernet. Jako technologie zde patří např. X.25, Frame Relay nebo ATM.

### Dělení podle postavení uzlů

#### Peer-to-peer
Peer-to-peer nebo též peer to peer, rovný s rovným či P2P, je typ sítě, ve které jsou si všechny počítače, resp. uzly, v síti rovny. Všechny čtyři termíny mají původ v anglickém peer-to-peer (česky doslova znamená „rovný k rovnému“ nebo „rovný s rovným“). Někdy se též tento síťový druh nazývá klient–klient. Každá stanice v síti může vyčlenit některý svůj prostředek (tiskárnu, úložné médium, adresář) ke sdílení (s heslem nebo bez něj). Jiná stanice může tyto prostředky používat, pokud si sdílený prostředek připojí a její uživatel zná případné heslo. Sdílení a hesla mohou být kdykoliv změněna nebo zrušena uživatelem, který u stanice pracuje. Tento typ sítě v podstatě nelze centrálně spravovat. Příkladem může být sdílení souborů a systémových prostředků v různých operačních systémech a souborů v internetových sítích.

#### Klient–server
Klient–server (původem v anglickém client–server) je typ sítě, ve které je jeden počítač (server) nebo více počítačů (několik serverů) nadřazen jinému počítači (klientovi) či několika počítačům (několika klientům). Server poskytuje služby „běžným“ stanicím – klientům (zvaným workstation nebo pracovní stanice).
Serverů může být více typů podle poskytovaných služeb (souborový server, tiskový server, poštovní server, WWW server, FTP server atd.). Nemusí platit, že server je počítač, u malých sítí plní úlohu několika typů serverů jeden „fyzický“ počítač, u velkých sítí může např. jeden „fyzický“ počítač plnit pouze úlohu tiskového serveru. Server může dokonce sloužit i jako běžná pracovní stanice sítě (je to ovšem ojedinělé, snižuje se výkonnost a bezpečnost sítě).

### Dělení sítí podle druhů přenášených signálů

#### Analogová síť
Analogová síť je elektronický systém, který pracuje s analogovým (spojitým) proměnným signálem, na rozdíl od digitální sítě, kde signál je obvykle jen ve dvou různých úrovních. Analogové signály můžeme rozdělovat podle média, kterým jsou přenášeny. Mluvíme tak například o akustických signálech, elektrických signálech, optických signálech apod.

#### Digitální síť

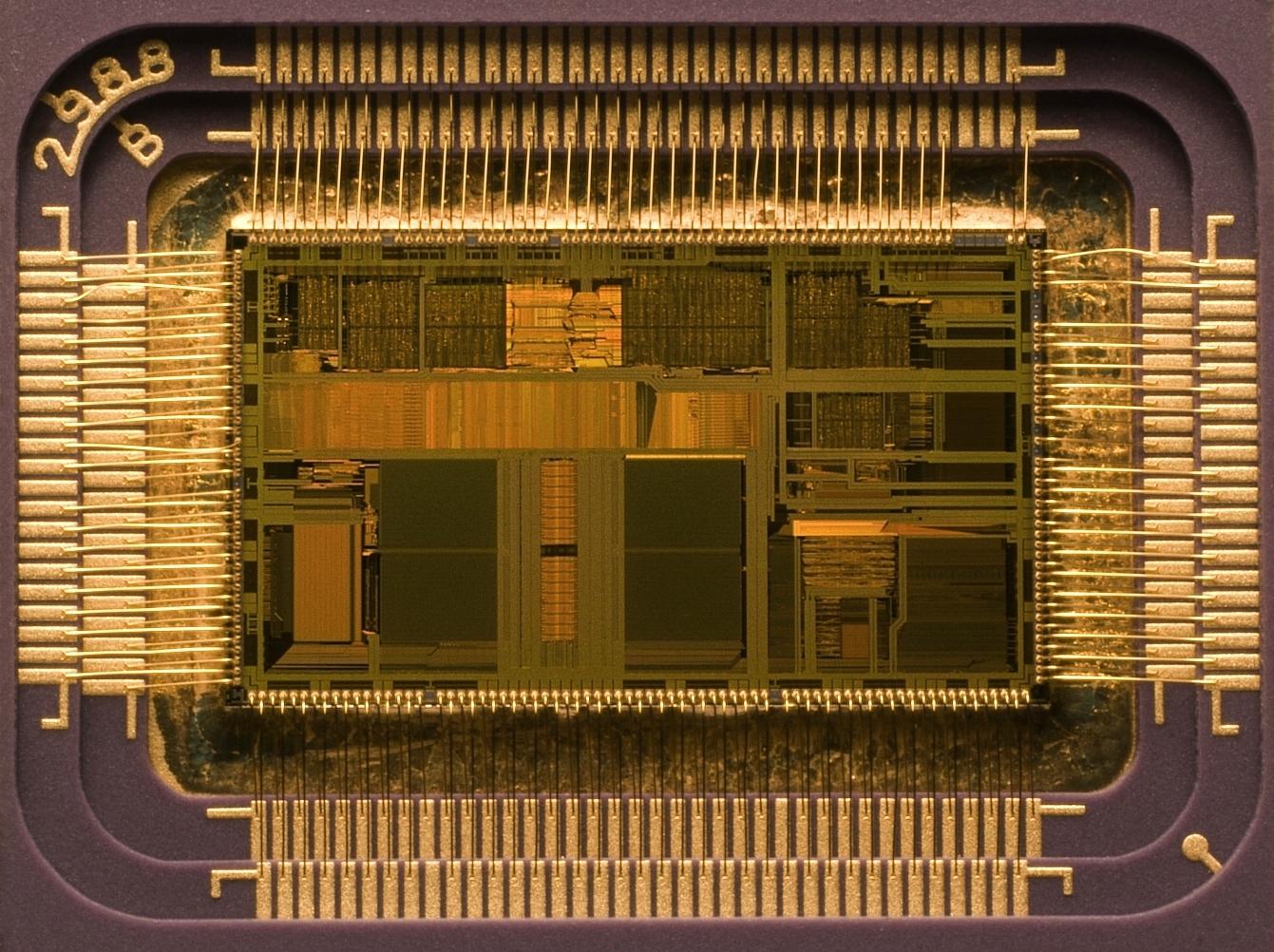
Mikroprocesor Intel 80486DX2

Digitální síť představuje signály, které obsahují spíše jednotlivé šířky analogové úrovně než nepřetržitý rozsah. Výhodou ve srovnání s analogovými sítěmi je nízká ztráta kvality, která vznikla, např. kvůli hluku, nebo snadnější ukládání informací bez degradace. Na druhou stranu nevýhodou je občasná spotřeba větší energie než u analogových obvodů (při stejné funkci) a tím se produkuje více tepla. Zvyšuje se tím složitost obvodů, jako je např. začlenění chladiče. V přenosných a bateriově napájených systémech to může omezit využívání digitálních systémů. Digitální obvody jsou také někdy dražší, zejména v malých množstvích.

### Dělení sítí podle jejich rozlehlosti
Podle rozlehlosti sítí a zároveň podle účelu sítí rozdělujeme sítě na čtyři základní skupiny:
- PAN – původem anglickém Personal Area Network, též zván osobní síť, je to velice malá počítačová síť používaná pro propojení jeho osobních elektronických zařízení typu mobilní telefon, PDA, notebook atd., rozlehlost je ze sítí nejmenší, příkladem je Bluetooth, IrDA a ZigBee
- LAN – původem v anglickém Local Area Network, též zván lokální počítačová síť, lokální síť nebo místní síť, je to síť spojující uzly v rámci jedné budovy nebo několika blízkých budov, vzdálenosti stovky metrů až kilometry (při použití optiky), rozlehlost je tedy větší než rozlehlost PAN, ale menší než rozlehlost MAN, nejpoužívanějším typem je Ethernet;
- MAN – původem v anglickém Metropolitan Area Network, též zván metropolitní síť, je to síť propojující lokální sítě v městské zástavbě, slouží především pro přenos dat, zvuku a obrazu, spojuje vzdálenosti řádově jednotek až desítek kilometrů a rozlehlost je tedy větší než rozlehlost LAN, ale menší než rozlehlost WAN;
- WAN – původem v anglickém Wide Area Network, též zván rozlehlá síť, je to síť spojující LAN a MAN sítě, mají největší působnost (třeba i po celém státě, kontinentu nebo kamkoliv na zeměkouli nebo i do nejbližšího vesmíru).

#### PAN
Osobní sítě, zvané též PAN (původem v anglickém Personal Area Network), jsou sítě s nejmenší rozlehlostí, jsou používané pro propojení osobních elektronických zařízení typu mobilní telefon, laptop nebo PDA. Osobní počítačové sítě si nekladou za cíl co nejvyšší přenosovou rychlost (ta u PAN obvykle nepřekračuje několik megabitů za sekundu), ale spíše odolnost proti rušení, nízkou spotřebu elektrické energie nebo také třeba snadnou konfigurovatelnost. Mají velmi malý dosah, obvykle jen několik metrů.
Nejčastěji je realizovaná pomocí technologie Bluetooth, (někdy Wi-Fi), ZigBee nebo IrDA.

#### LAN

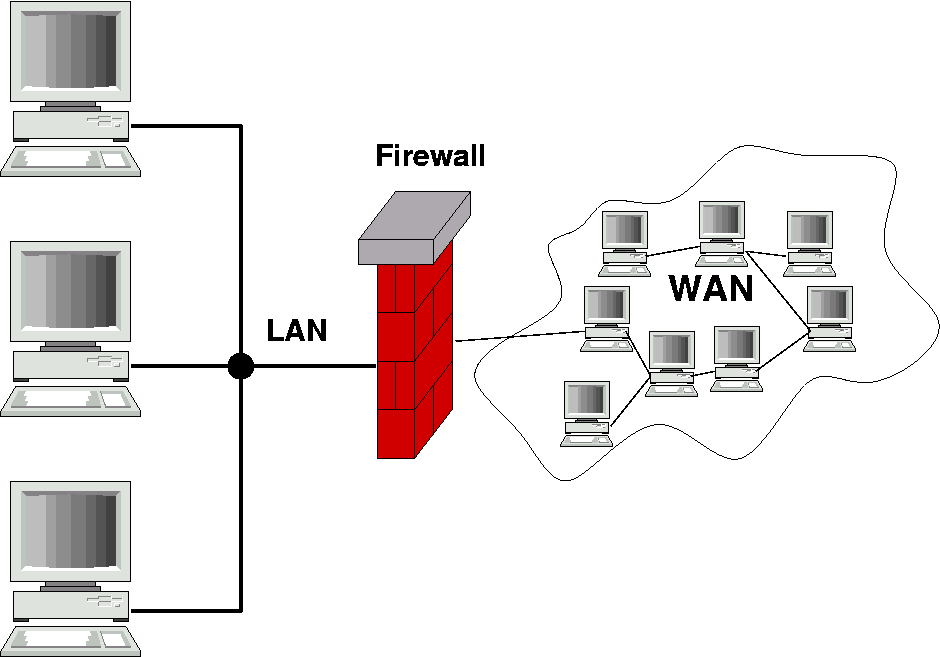
Obecný příklad napojení LAN přes ochranný firewall na vnější síť WAN.

Lokální počítačové sítě, zvané též lokální sítě, místní sítě nebo LAN (původem v anglickém Local Area Network), jsou sítě propojující koncové uzly typu počítač, tiskárna, server. LAN je vždy v soukromé správě a působí na malém území. Připojená zařízení pracují v režimu bez navazování spojení, sdílí jeden přenosový prostředek (drát, radiové vlny), ke kterému je umožněn mnohonásobný přístup.
Přenosové rychlosti LAN začínají na desítkách megabitů za sekundu, od roku 2004 umožňují přenos s rychlostí až několik gigabitů za sekundu.
Mezi lokální sítě patří:
- IEEE 802.3 (Ethernet, Fast Ethernet a Gigabit Ethernet),
- ARCNET (již mrtvá technologie),
- Token Bus (IEEE 802.4),
- Token ring (IEEE 802.5),
- IsoEthernet (IEEE 802.9),
- bezdrátové sítě Wi-Fi a IEEE 802.11,
- 100BaseVG (IEEE 802.12),
- FDDI, jako např. ISO/IEC 9314 a ANSI X3.x,
- Fibre Channel (SCSI).

#### MAN
Metropolitní sítě, zvané též MAN (původem v anglickém Metropolitan Area Network), jsou sítě umožňující rozšíření působnosti lokálních sítí jejich prodloužením, zvýšením počtu připojených stanic a zvýšením rychlosti. Rychlost MAN sítí bývá vysoká a svým charakterem by se dala zařadit k sítím LAN. Sítě mohou být jak privátní, tak veřejné, které provozovatel pronajímá různým uživatelům.
Normalizovaná metropolitní síť existuje jen jedna, a tou je protokol DQDB (původem v anglickém Distributed Queue Dual Bus). DQDB je založen na koncepci ATM, kdy je obdobně kapacita rozdělena na malé kousky (buňky) s pevnou délkou (53 bytů; 48 bytů dat a 5 bytů záhlaví), a mezi účastníky komunikace musí být vytvořeno virtuální spojení.

#### WAN
Rozlehlé sítě, zvané též WAN (původem v anglickém Wide Area Network), jsou sítě umožňující komunikaci na velké vzdálenosti. Bývají obvykle veřejné, ale existují i privátní WAN sítě. Jsou to sítě typicky pracující prostřednictvím komunikace se spojením, které nepoužívají sdílený prostředek.
Přenosové rychlosti se velmi liší podle typu sítě. Začínají na desítkách kilobitů za sekundu, ale dosahují i rychlostí řádu několik gigabitů za sekundu. Příkladem takové sítě může být internet.

### Dělení sítí podle vlastnictví

#### Veřejná datová síť
Veřejná datová síť (PDN, původem v anglickém Public data network) je druh veřejné telekomunikační sítě, která slouží k přenosu dat. Provozovateli jsou spojové organizace (správy spojů) nebo jiné subjekty splňující legislativní požadavky, které nabízejí své služby veřejnosti.
Sítě se vytváří za účelem komunikace s jinými subjekty (také připojenými k veřejné datové síti), aby prostřednictvím veřejné datové sítě propojovaly mezi sebou své dílčí lokální sítě apod.

#### Privátní síť
Privátní síť využívá speciální privátní IP adresy podle standardů daných RFC 1918 a RFC 4193. Privátní adresy jsou běžně používány pro domácí, kancelářské a podnikové lokální sítě (LAN), kde veřejné adresy (tj. globálně směrovatelné v internetu) nejsou žádoucí nebo nejsou dostupné. Privátní rozsahy IP adres byly definovány jako nástroj pro zpomalení vyčerpání IPv4 adres. Nyní jsou též součástí nastupující generace pro Internet Protocol verze 6 (IPv6).

#### Virtuální privátní síť
Virtuální privátní síť (VPN, původem v anglickém Virtual private network) umožňuje propojení několika počítačů prostřednictvím (veřejné) nedůvěryhodné počítačové sítě. Lze tak snadno dosáhnout stavu, kdy spojené počítače budou mezi sebou moci komunikovat, jako kdyby byly propojeny v rámci jediné uzavřené privátní (a tedy důvěryhodné) sítě. Při navazování spojení je totožnost obou stran ověřována pomocí digitálních certifikátů, dojde k autentizaci, veškerá komunikace je šifrována, a proto můžeme takové propojení považovat za bezpečné.

## Síťová zařízení
Pojmem síťové zařízení se označují všechna zařízení (prvky) připojené do počítačové sítě, která přijímají a vysílají data.

### Aktivní síťové prvky
Aktivní síťové prvky jsou všechna zařízení, která slouží ke vzájemnému propojení v počítačových sítích. Aktivní síťový prvek je všechno to, co nějakým způsobem aktivně působí na přenášené signály – tedy je zesiluje a různě modifikuje. Mezi aktivní prvky se řadí především opakovač, hub, switch, bridge nebo router. Patří zde však i další zařízení jako například síťová karta, tiskový server nebo host adapter.

#### Opakovač
Repeater nebo též opakovač či někdy špatně pojmenován zesilovač je elektronický aktivní síťový prvek, který přijímá zkreslený, zašuměný nebo jinak poškozený signál a opravený, zesílený a správně časovaný ho vysílá dále. Tak je možné snadno zvýšit dosah média bez ztráty kvality a obsahu signálu. Opakovače patří do první (fyzické) vrstvy referenčního modelu OSI, protože pracují přímo s elektrickým signálem.

#### Hub
Hub nebo též rozbočovač je prvek, který umožňuje její větvení a je základem sítí s hvězdicovou topologií. Chová se jako opakovač. To znamená, že veškerá data, která přijdou na jeden z portů (zásuvek), zkopíruje na všechny ostatní porty, bez ohledu na to, kterému portu (počítači a IP adrese) data náleží. To má za následek, že všechny počítače v síti „vidí“ všechna síťová data a u větších sítí to znamená zbytečné přetěžování těch segmentů, kterým data ve skutečnosti nejsou určena. Hub je velmi jednoduché aktivní síťové zařízení. Nijak neřídí provoz, který skrz něj prochází. Signál, který do něj vstoupí, je obnoven a vyslán všemi ostatními porty.

#### Switch
Switch nebo též síťový přepínač je prvek propojující jednotlivé segmenty sítě. Switch obsahuje větší či menší množství portů (až několik stovek), na něž se připojují síťová zařízení nebo části sítě. Pojem switch se používá pro různá zařízení v celé řadě síťových technologií. Pracuje na druhé (linkové) vrstvě OSI modelu. Vedle vyššího výkonu (stanice připojené k různým rozhraním switche navzájem nesoutěží o datové médium) znamená přínos i pro bezpečnost sítě, protože médium již není sdíleno a data se vysílají jen do rozhraní, jímž je připojen jejich adresát.

#### Bridge
Bridge nebo též most je zařízení, které spojuje dvě části sítě na druhé (linkové) vrstvě referenčního modelu ISO/OSI. Most je pro protokoly vyšších vrstev transparentní (neviditelný), odděluje provoz různých segmentů sítě a tím zmenšuje i zatížení sítě. Most odděluje provoz dvou segmentů sítě tak, že si ve své paměti RAM sám sestaví tabulku MAC (fyzických) adres a portů, za kterými se dané adresy nacházejí. Leží-li příjemce ve stejném segmentu jako odesílatel, most rámce do jiných částí sítě neodešle. V opačném případě je odešle do příslušného segmentu v nezměněném stavu (týká se pouze tzv. Unicast rámců, které jsou určeny jedinému příjemci).

#### Router
Router nebo též směrovač je zařízení, které procesem zvaným routování přeposílá datagramy směrem k jejich cíli. Routování probíhá na třetí (síťové) vrstvě referenčního modelu ISO/OSI. Obecně jako router může sloužit jakýkoliv počítač s podporou síťování a pro routování v menších sítích se často dodnes používají běžné osobní počítače, do vysokorychlostních sítí jsou však jako routery používány vysoce účelové počítače obvykle se speciálním hardwarem, optimalizovaným jak pro běžné přeposílání (forwarding) datagramů, tak pro specializované funkce jako šifrování u IPsec tunelů.

### Pasivní síťové prvky
Mezi pasivní prvky se řadí především datové rozvaděče, které fyzicky přenášejí data do počítače.

#### Strukturovaná kabeláž
- Kroucená dvojlinka je druh kabelu, který je tvořen páry vodičů, které jsou po své délce pravidelným způsobem zkrouceny a následně jsou do sebe zakrouceny i samy výsledné páry (anglicky twisted, odsud také twisted pair, či zkráceně „twist“). Oba vodiče jsou v rovnocenné pozici (i v tom smyslu, že žádný z nich není spojován se zemí či s kostrou), a proto kroucená dvojlinka patří mezi tzv. symetrická vedení (dvojice spirálově stočených vodičů v kabelu). Signál přenášený po kroucené dvojlince je vyjádřen rozdílem potenciálů obou vodičů.
- Koaxiální kabel je asymetrický elektrický kabel s jedním válcovým vnějším vodičem a jedním drátovým nebo trubkovým vodičem vnitřním. Vnější vodič nazýváme často stíněním a vnitřní vodič jádrem. Vnější a vnitřní vodič jsou odděleny nevodivou vrstvou (dielektrikum). Pomocí vnitřního a vnějšího vodiče lze přenášet stejnosměrný proud (napájení anténních předzesilovačů), odrušit (stínit) nízkofrekvenční signály (kabely k mikrofonům a sluchátkům), ovšem nejčastější funkcí koaxiálního kabelu je přenos elektromagnetického vlnění o vysokém kmitočtu (řádově do 50 gigahertzů), které se šíří koaxiálním kabelem podobně jako stejnosměrný proud.
- ITU-T G.hn technologie využívá existující domácí sítě (síťová kabeláž, koaxiální kabeláž, ADSL apod.) a podporuje provoz sítě přes elektrické přípojky, telefonní linky a koaxiální kabely s datovým tokem až do 1 gigabitu za sekundu v lokální síti.
- Optické vlákno je skleněné nebo plastové vlákno, které prostřednictvím světla přenáší signály ve směru své podélné osy. Optická vlákna jsou široce využívána v komunikacích, kde umožňují přenos na delší vzdálenosti a při vyšších přenosových rychlostech dat než jiné formy komunikace. Vlákna se používají místo kovových vodičů, protože signály jsou přenášeny s menší ztrátou a zároveň jsou vlákna imunní vůči elektromagnetickému rušení.

## Softwarové prostředky
- síťový operační systém (Linux, BSD, Novell NetWare atd.)
- aplikace schopné využívat prostředky operačního systému, určené k síťové komunikaci

## Topologie sítí
Topologie sítí se zabývá zapojením různých prvků do počítačových sítí a zachycením jejich skutečné (reálné) a logické (virtuální) podoby (datové linky, síťové uzly). Topologii lze zvažovat jako určitý tvar či strukturu dané sítě. Tento tvar nemusí nutně korespondovat se skutečným fyzickým rozvržením prvků, zapojených v síti. Například počítače v malé domácí síti mohou být uspořádány v pomyslném kruhovém tvaru, ale nemusí to nutně znamenat, že jejich logické zapojení představuje příklad kruhové topologie.

### Typy topologie sítí
- Sběrnicová topologie (bus) – kabel prochází okolo všech počítačů, nerozvětvuje se (Ethernet s koaxiálním kabelem)
- Hvězdicová topologie (star) – všechny počítače připojeny k aktivnímu prvku (Ethernet s kroucenou dvojlinkou)
- Kruhová topologie (ring) – spojení je uzavřeno a vznikne propojením obou konců sběrnice (FDDI)
- Stromová topologie (tree) – propojení více hvězdicových sítí (typicky v LAN)
- Obecný graf – obsahuje redundantní spoje (WAN sítě)
- Samostatný počítač (virtuální síť)